# Agence régionale de la biodiversité Nouvelle-Aquitaine
L'Agence régionale de la biodiversité Nouvelle-Aquitaine (ARB Nouvelle-Aquitaine) est l'une des ARB instituées par la loi « Biodiversité » de 2016. L’Agence est un Établissement public de coopération environnementale (EPCE) fondé par la Région Nouvelle-Aquitaine et l’Office Français de la Biodiversité (OFB). L’Agence a pour objectif de renforcer l’action publique en matière de valorisation et de mise à disposition des connaissances sur la biodiversité et la ressource en eau, d’améliorer la coordination des initiatives publiques en faveur de ces thématiques et d’accompagner les porteurs de projets pour contribuer à restaurer et préserver la biodiversité et la ressource en eau.

## Historique
Dès 2014, la Région Nouvelle-Aquitaine prend l'initiative de créer une association, l'Agence Régionale pour la Biodiversité en Aquitaine (ARBA), installée à Bordeaux dans l'espace Darwin.
L'Agence Régionale pour la Biodiversité en Aquitaine (ARBA) et l’Observatoire Régional de l’Environnement Poitou-Charentes (ORE) ont fusionné pour donner naissance à une nouvelle structure le 1er janvier 2018 puis un EPCE fin 2023. 

## Missions
L'agence régionale de la biodiversité Nouvelle-Aquitaine a pour objet de mettre en réseau les acteurs de la biodiversité et les connaissances afin de répondre aux enjeux de la préservation et de la valorisation de la biodiversité régionale,,.

## Organisation
Organisée autour d'un large éventail de participants, ses adhérents sont répartis en sept collèges :
- La Région Nouvelle-Aquitaine[7] ;
- Les collectivités territoriales, les EPCI, les établissements publics et les syndicats mixtes dont notamment les parcs naturels régionaux et nationaux ;
- Les associations d'éducation à l'environnement, de protection de la nature et de l'environnement et de médiation scientifique ;
- Les organismes, associations de chasse et de pêche, les fédérations de chasse agréées de protection de l'environnement et les fédérations de la pêche et de la protection des milieux aquatiques ;
- Les chambres consulaires et les organismes socio-professionnels ;
- Les organismes et établissements d'étude et de recherche, les universités et les personnes qualifiées ;
- Les entreprises publiques et privées.

L’ARB NA compte 20 salariés, présents sur 2 sites : Bordeaux et Poitiers.

## Actions
- L'agence régionale s'investit en particulier sur la limitation de l’expansion des espèces exotiques envahissantes[8].
- Un programme d'actions pour la sauvegarde et la restauration des poissons migrateurs amphihalins est instauré sur les bassins de la Charente et de la Seudre[9].
- Sensibilisation des plus jeunes aux enjeux de la biodiversité[10].
- Un géoportail de la biodiversité a été mis en place pour la région avec plus de 600 couches d'informations[11].
- Organisation d'assises régionales de la biodiversité afin de réunir les acteurs engagés sur le sujet[12],[13].
- Forêts communales des landes de Gascogne[14].
- Littoral aquitain
- Santé liés à la biodiversité, Parc écothérapeutique[15].
- Parc naturel régional Périgord-Limousin, parc naturel régional des Landes de Gascogne, Marais Poitevin et parc naturel régional de Millevaches en Limousin[16].